# RBMG
RBMG (Raymond Braun Media Group) er et amerikansk pladeselskab, som sammen med Island Records har kontrakt med den canadiske popstjerne Justin Bieber. RBMG er grundlagt af Scooter Braun, som opdagede Justin Bieber i 2008.